# Catskill Game Farm

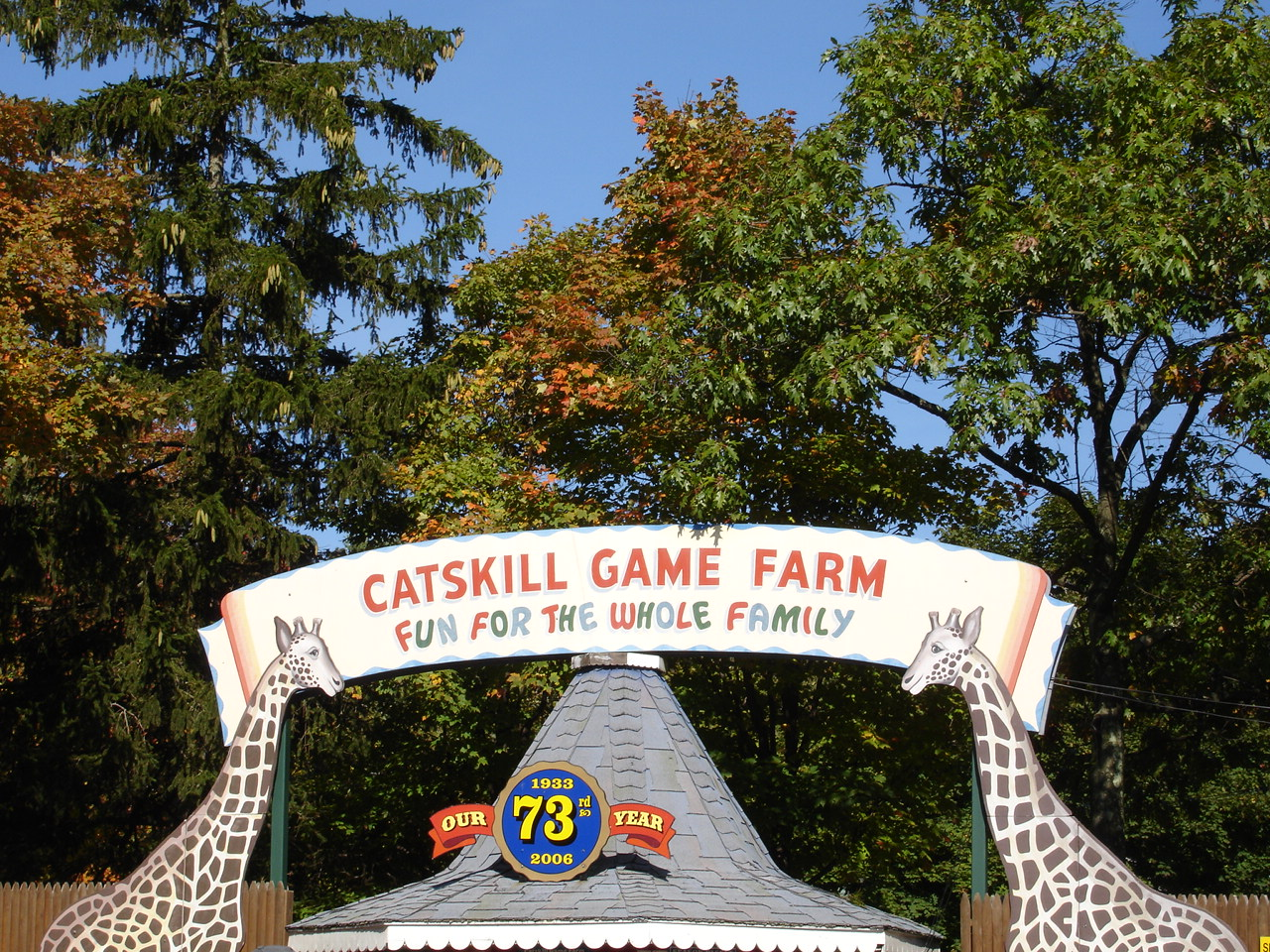
Entrée de la ferme photographiée en 2008

Le Castill Game Farm était un zoo situé à Catskill dans les Montagnes Catskill, dans l'État de New York aux États-Unis, fermé en 2006 durant le jour de Christophe Colomb (5 octobre 2006) après 73 ans d'utilisation.

## Historique
Le Catskill Game Farm est ouvert en 1933 par Roland Lindermann ; lors de sa fermeture, le zoo est toujours détenu par la famille Lindermann, sous l'appellation « Catskill Game Farm Inc ». À sa création, il détient uniquement des cervidés, des ânes et des moutons. En 1958, le Département de l'Agriculture des États-Unis reconnait Catskill comme un zoo, et celui-ci devint le premier établissement privé à gagner ce statut. La collection d'animaux est désormais autorisée à s'agrandir de spécimens plus exotiques, et au moment de sa fermeture, le zoo hébergeait environ  2 000 animaux de 150 espèces différentes venues du monde entier.
Le zoo s'étendait sur plus de 370 ha qui servaient majoritairement à l'élevage des animaux pour d'autres zoos. Seuls 55 hectares étaient autorisé à la visite, uniquement en été et en l'automne.

### Fermeture
Le 2 août 2006, le Catskill Game Farm annonce qu'il fermera le jour de Christophe Colomb de la même année. Les propriétaires déclarèrent que la fermeture étaient due à des difficultés financières, une baisse de fréquentation et des restrictions juridiques menant à la fermeture de l'attraction Splashdown, bien que celle-ci n'eut jamais violée de règlements.
Une vente aux enchères fut organisée et conduite par Norton Auctionneers of Michigan, Inc., un groupe de vente aux enchères spécialisé dans la ventes d'attractions touristiques de toutes sortes (zoos, musées, carrousels, etc.).
Les enchères de Catskill durèrent deux jours et attirèrent des enchérisseurs de tous les États-Unis, du Canada et du Mexique. Les premières « objets » vendus furent les manèges, les restaurants et les boutiques de souvenir. Les animaux, les véhicules et tous les autres équipements furent aussi vendus.

## Liste des animaux vendus à la fermeture
- Deux rhinocéros et un rhinocéros blanc.
- Un cerf et ses cinq biches, un cerf blanc, cinq daims mâles, cinq rennes et un Cerf élaphe.
- Un groupe de Mouflon de Dall, des ânes pygmées, des moutons Barbados, trois cochons vietnamiens et un Poney shetland mâle.
- Dix alligators.
- Une femelle phacochère.
- Un couple de bisons et trois bisons d'Europe.
- Un couple de Porc-épic à crête.
- Une Tortue sillonnée.
- Cinq Guanacos et des lamas.
- Des singes Vervet.
- Des Antilopes Nilgaut.
- Des autruches.
- Un couple de Grue royale d'Afrique de l'Est (Balearica regulorum gibbericeps).
- Et d'autres oiseaux, reptiles et serpents.